# Comuna Davor, Slavonski Brod-Posavina
Davor este o comună în cantonul Slavonski Brod-Posavina, Croația, având o populație de 3.015 locuitori (2011).

## Demografie
Componența etnică a comunei Davor
     Croați (99,67%)
     Necunoscut (0,03%)
     Neclasificat (0,2%)
Componența confesională a comunei Davor
     Catolici (99,5%)
     Necunoscută (0,1%)
     Alte religii (0,4%)
Conform recensământului din 2011, comuna Davor avea 3.015 locuitori. Din punct de vedere etnic, majoritatea locuitorilor (99,67%) erau croați. Apartenența etnică nu este cunoscută în cazul a 0,03% din locuitori. Din punct de vedere confesional, majoritatea locuitorilor (99,5%) erau catolici. Pentru 0,1% din locuitori nu este cunoscută apartenența confesională.